# Калтекська субміліметрова обсерваторія
Калтекська субміліметрова обсерваторія (англ. Caltech Submillimeter Observatory, SCO) — субміліметровий телескоп діаметром 10,4 м, побудований Каліфорнійським технологічним інститутом («Калтек») на згаслому вулкані Мауна-Кея, на острові Гаваї. Розпочав спостереження 1987 року. 
Припинив роботу 18 вересня 2015.
Разом із телескопом імені Джеймса Клерка Максвелла реалізували перший субміліметровий інтерферометр.

## Історія
Проєкт телескопа розробив Роберт Бенджамін Лейтон. Будували телескоп протягом 1985—1987 років. Головне дзеркало складалося з 84 шестикутних алюмінієвих сегментів сотової конструкції.
SCO разом із телескопом Джеймса Кларка Максвелла склали перший субміліметровий інтерферометр. Успіх цього експерименту був важливий для просування будівництва інтерферометрів SMA і ALMA.

### Закриття
30 квітня 2009 року Каліфорнійський технологічний інститут оголосив про свої плани по демонтажу обсерваторії і перенесення своїх досліджень на телескоп нового покоління CCAT в Чилі. 8 вересня 2015 року на телескопі було проведено останні спостереження — за центральною частиною туманності Оріона.
Влітку 2024 року телескоп повністю демонтували.